# Goldebek
Goldebek (północnofryz. Golbäk, duń. Goldbæk) – gmina w Niemczech w kraju związkowym Szlezwik-Holsztyn, w powiecie Nordfriesland, wchodzi w skład urzędu Mittleres Nordfriesland.